# Corine Rottschäfer

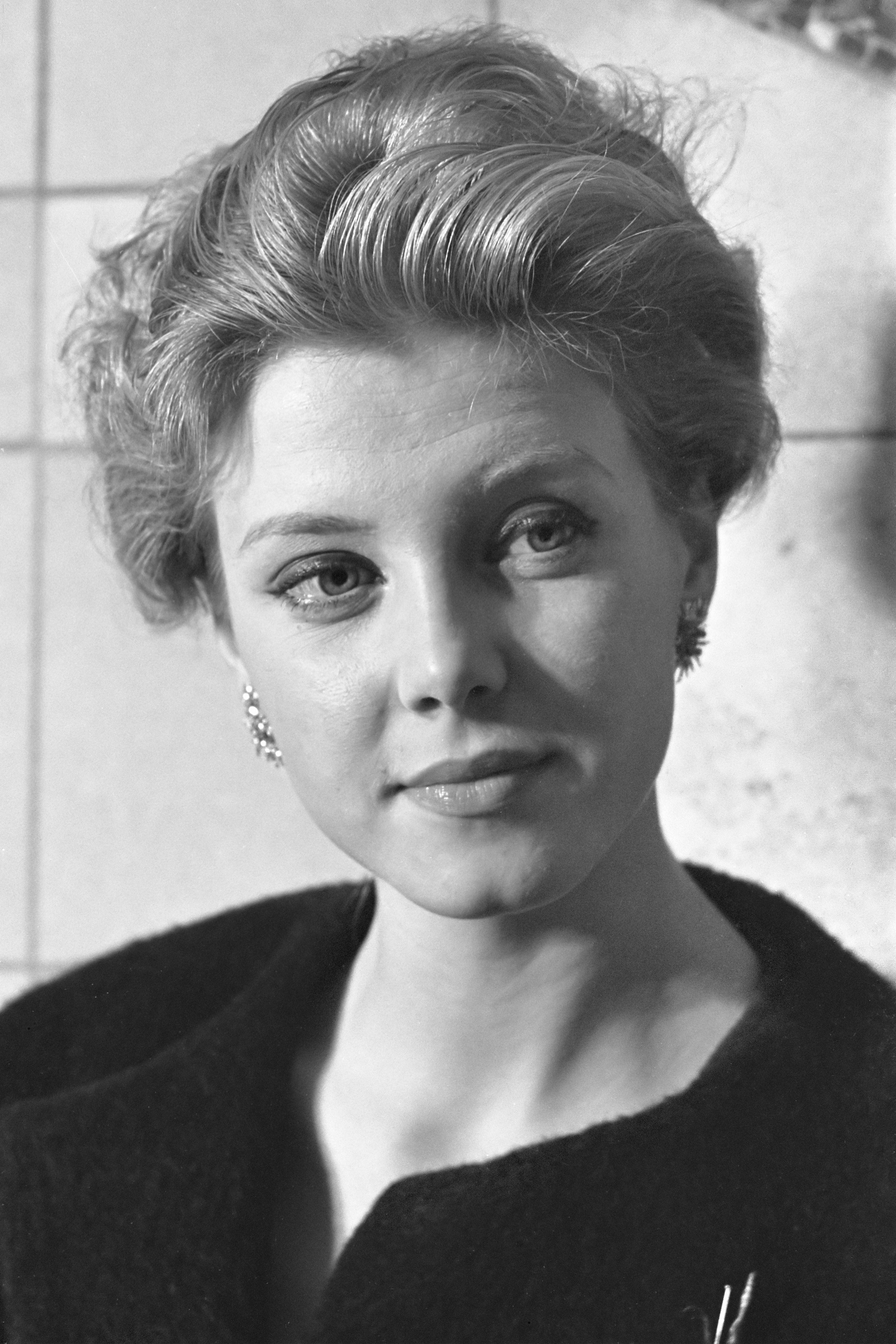
Corine Rottschäfer (1959)

Corine Spier-Rottschäfer (* 8. Mai 1938 in Hoorn; † 24. September 2020; gebürtig Corine Rottschäfer) war ein niederländisches Fotomodell und eine Schönheitskönigin. Im Jahr 1959 wurde sie zur Miss World gekrönt. Sie war über 40 Jahre lang Direktorin von Corine’s Agency, der ersten professionellen Modelagentur in den Benelux-Ländern.

## Karriere

### Schönheitskönigin
Rottschäfer wurde in Hoorn in der Provinz Noord-Holland geboren und wuchs in Amsterdam auf. Im Alter von 19 Jahren wurde sie 1957 zur Miss Holland gewählt. Am 26. Juni 1957 gewann sie als erste Niederländerin in Baden-Baden die Wahl zur Miss Europe 1957. Miss Finnland Marita Lindahl wurde Zweite und im November 1957 zur Miss World gekrönt. Den dritten Platz belegte Miss Germany, die Hamburgerin Gerti Daub. An dem Wettbewerb nahmen 15 Frauen teil.
Am 26. Juli 1958 nahm Rottschäfer in Long Beach (Kalifornien) an der Wahl zur Miss Universe teil. Im Vorfeld gehörte sie zu den größten Favoritinnen, musste sich jedoch mit einem Platz unter den Halbfinalistinnen begnügen. Am Ende gewann Miss Kolumbien die Wahl.
Am 10. November 1959 gehörte Rottschäfer zu den 37 Teilnehmerinnen an der Wahl zur Miss World und gewann als erste Niederländerin diesen Titel. Miss Peru wurde Zweite, Miss Israel Dritte.

### Spätere Karriere

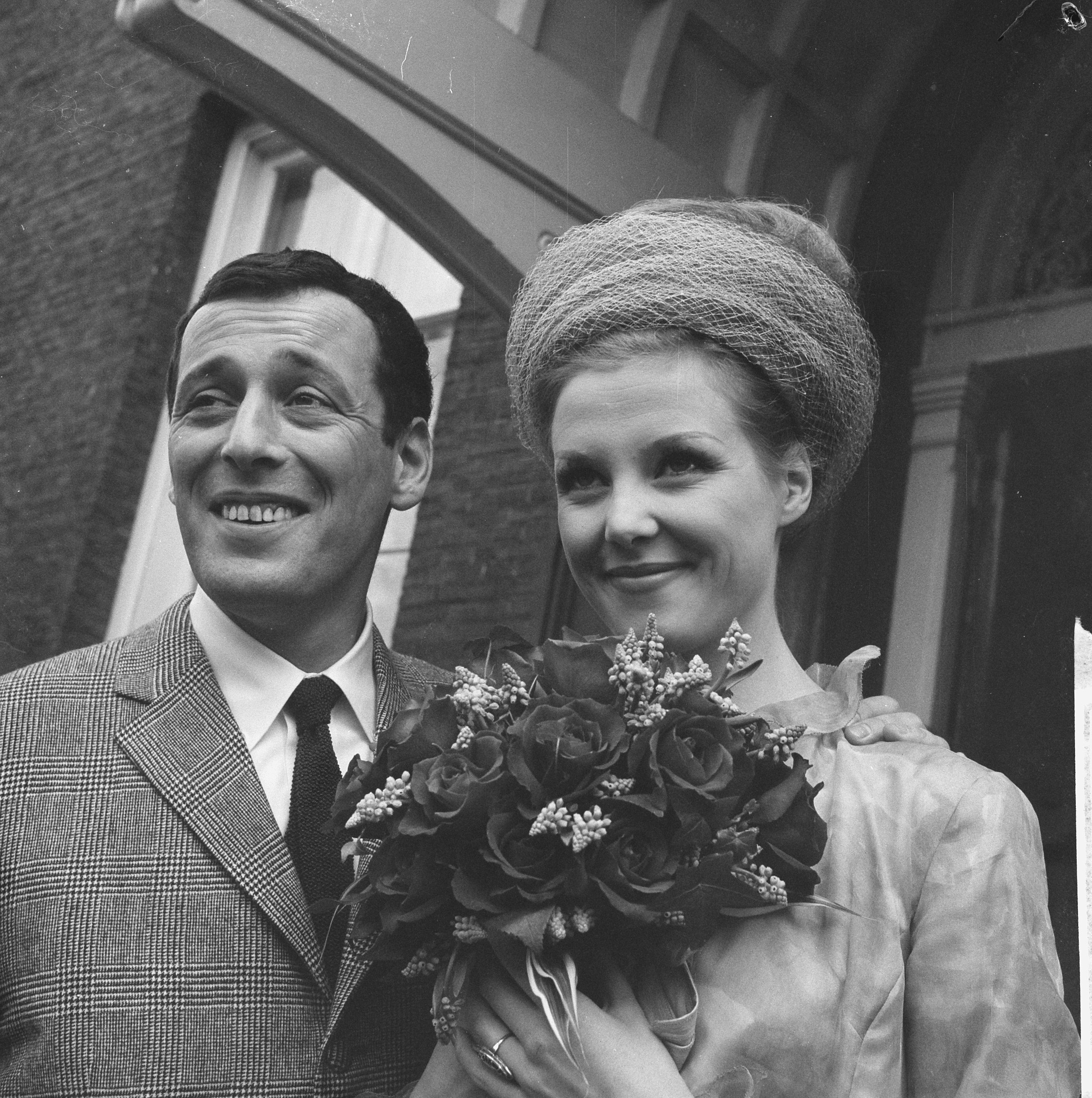
Corine Rottschäfer bei ihrer Hochzeit 1962

Nach dem Sieg bei der Wahl zur Miss World 1959 arbeitete Rottschäfer als weltweit begehrtes Model. 1962 heiratete sie den Architekten und späteren Politiker Edo Spier (Democraten 66), mit dem sie zwei Kinder bekam. In der zweiten Hälfte der 60er Jahre erregte sie großes Aufsehen, als sie als Frau die erste professionelle Modelagentur in den Benelux-Ländern gründete. Corine’s Agency war lange Zeit eine führende Modelagentur im In- und Ausland. 2002 ging Rottschäfer in den Ruhestand.